# Los Serranos
Die Comarca Los Serranos ist eine der 16 Comarcas in der Provinz Valencia der Valencianischen Gemeinschaft.

## Geographie
Los Serranos wird im Osten durch die Comarca Camp del Túria begrenzt, im Süden durch Plana de Utiel-Requena und Hoya de Buñol, im Westen durch die kastilische Provinz Cuenca und im Norden durch die Comarcas Alto Palancia und Gúdar-Javalambre sowie die aragonesische Provinz Teruel. Im Norden erhebt sich die Sierra de Javalambre, im Süden die Sierra del Negrete. Das sich zwischen den Gebirgszügen erstreckende Land ist geprägt vom Flusslauf des Río Turia.
Die im Nordosten gelegene Comarca umfasst 19 Gemeinden auf einer Fläche von 1.405,28 km².

## Gemeinden
| Gemeinde             | Einwohner (2024) | Fläche km² | Dichte Einw./km² | Cod INE | Postleitzahl |
| -------------------- | ---------------- | ---------- | ---------------- | ------- | ------------ |
| Alcublas             | 683              | 43,51      | 16               | 46018   | 46172        |
| Alpuente             | 700              | 138,33     | 5                | 46036   | 46178        |
| Andilla              | 324              | 142,78     | 2                | 46038   | 46162        |
| Aras de los Olmos    | 392              | 76,04      | 5                | 46041   | 46179        |
| Benagéber            | 171              | 69,82      | 2                | 46050   | 46000        |
| Bugarra              | 781              | 40,31      | 19               | 46076   | 46165        |
| Calles               | 447              | 64,54      | 7                | 46079   | 46175        |
| Chelva               | 1.677            | 190,56     | 9                | 46106   | 46176        |
| Chulilla             | 677              | 61,78      | 11               | 46112   | 46167        |
| Domeño               | 691              | 68,80      | 10               | 46114   | 46174        |
| Gestalgar            | 560              | 69,73      | 8                | 46133   | 46166        |
| Higueruelas          | 534              | 18,80      | 28               | 46141   | 46162        |
| Losa del Obispo      | 523              | 12,17      | 43               | 46149   | 46168        |
| Pedralba             | 3.124            | 58,85      | 53               | 46191   | 46164        |
| Sot de Chera         | 432              | 38,75      | 11               | 46234   | 46168        |
| Titaguas             | 494              | 63,21      | 8                | 46241   | 46178        |
| Tuéjar               | 1.233            | 121,92     | 10               | 46247   | 46177        |
| Villar del Arzobispo | 3.775            | 40,70      | 93               | 46258   | 46170        |
| La Yesa              | 235              | 84,68      | 3                | 46262   | 46178        |
| Comarca Los Serranos | 17.453           | 1.405,28   | 12               | –       | –            |